# Duta aczeli
Duta aczeli är en stekelart som beskrevs av Szabó 1966. Duta aczeli ingår i släktet Duta och familjen Scelionidae. Inga underarter finns listade i Catalogue of Life.